# 11941 Archinal
11941 Archinal eller 1993 KT1 är en asteroid i huvudbältet som upptäcktes den 23 maj 1993 av de båda amerikanska astronomerna Carolyn S. Shoemaker och David H. Levy vid Palomar-observatoriet. Den är uppkallad efter amatörastronomen Brent Archinal.
Asteroiden har en diameter på ungefär 5 kilometer och den tillhör asteroidgruppen Hungaria.